# Lijst van Nicodamidae
De lijst van Nicodamidae bevat alle wetenschappelijk beschreven soorten spinnen uit de familie van Nicodamidae.

## Ambicodamus
Ambicodamus Harvey, 1995
- Ambicodamus audax Harvey, 1995
- Ambicodamus crinitus (L. Koch, 1872)
- Ambicodamus dale Harvey, 1995
- Ambicodamus darlingtoni Harvey, 1995
- Ambicodamus emu Harvey, 1995
- Ambicodamus kochi Harvey, 1995
- Ambicodamus leei Harvey, 1995
- Ambicodamus marae Harvey, 1995
- Ambicodamus sororius Harvey, 1995
- Ambicodamus southwelli Harvey, 1995
- Ambicodamus urbanus Harvey, 1995

## Dimidamus
Dimidamus Harvey, 1995
- Dimidamus arau Harvey, 1995
- Dimidamus dimidiatus (Simon, 1897)
- Dimidamus enaro Harvey, 1995
- Dimidamus leopoldi (Roewer, 1938)
- Dimidamus sero Harvey, 1995
- Dimidamus simoni Harvey, 1995

## Durodamus
Durodamus Harvey, 1995
- Durodamus yeni Harvey, 1995

## Forstertyna
Forstertyna Harvey, 1995
- Forstertyna marplesi (Forster, 1970)

## Litodamus
Litodamus Harvey, 1995
- Litodamus collinus Harvey, 1995
- Litodamus hickmani Harvey, 1995
- Litodamus olga Harvey, 1995

## Megadictyna
Megadictyna Dahl, 1906
- Megadictyna thilenii Dahl, 1906

## Nicodamus
Nicodamus Simon, 1887
- Nicodamus mainae Harvey, 1995
- Nicodamus peregrinus (Walckenaer, 1842)

## Novodamus
Novodamus Harvey, 1995
- Novodamus nodatus (Karsch, 1878)
- Novodamus supernus Harvey, 1995

## Oncodamus
Oncodamus Harvey, 1995
- Oncodamus bidens (Karsch, 1878)
- Oncodamus decipiens Harvey, 1995